# Ars longa, vita brevis

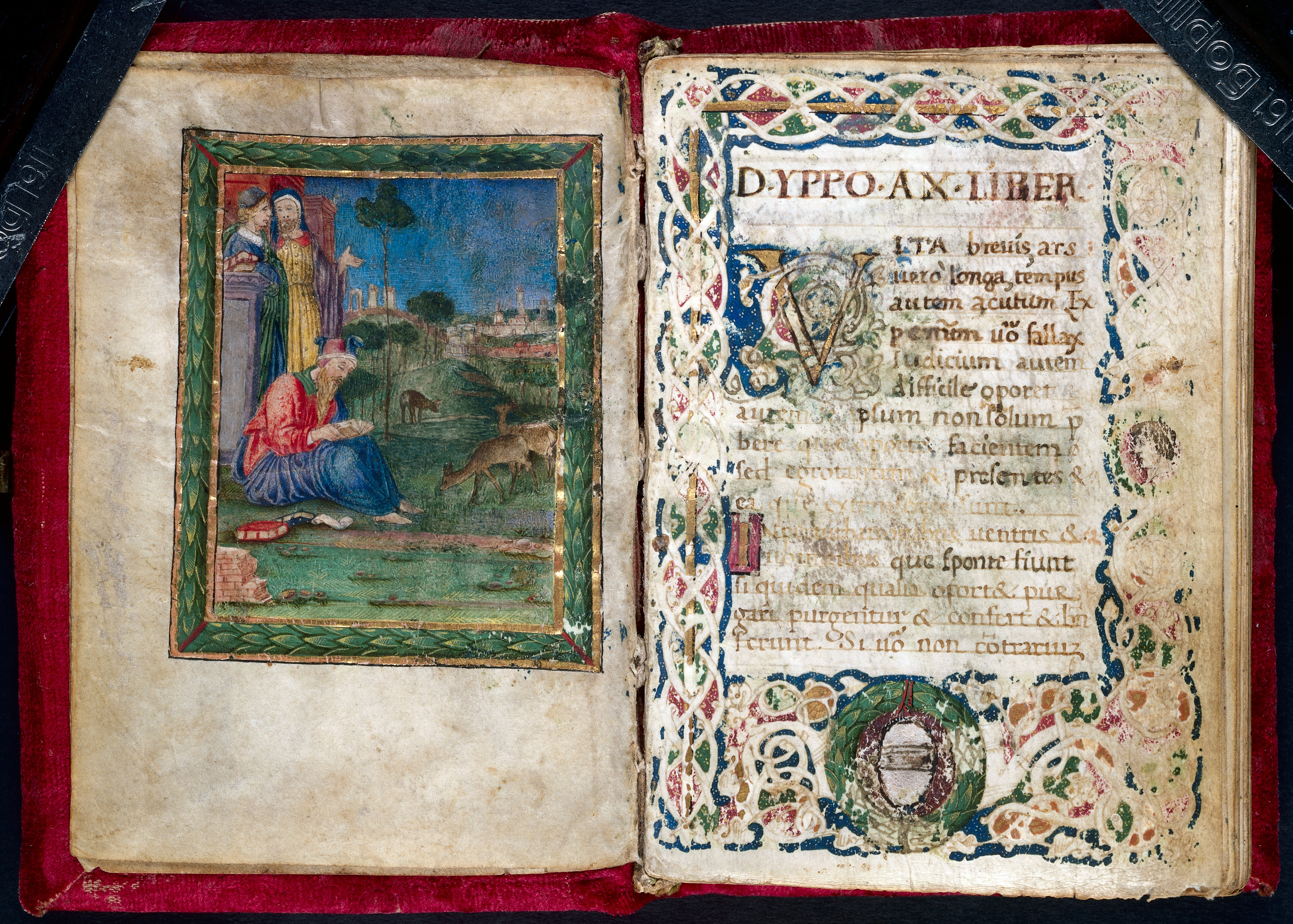
Hoja de un manuscrito que contiene el texto: "Vita brevis, ars vero longa". La ilustración miniada muestra a un maestro en la cátedra exponiendo los aforismos de Hipócrates.

Ars longa vita brevis es una cita de Hipócrates que significa "El arte (el conocimiento, la habilidad, la destreza) es largo (de aprender), pero la vida es breve". Esta expresión se emplea para indicar que cualquier tarea importante requiere mucho esfuerzo y dedicación; pero la vida de quien la emprende es corta. 
La frase completa es: "Vita brevis, ars longa, occasio praeceps, experimentum periculosum, iudicium difficile / La doctrina es larga; la vida, breve; la ocasión, fugaz; la experiencia, insegura; el juicio, difícil...".
Sin embargo, se trata de una traducción latina del original griego (Hipócrates, Aforismos, I, 1): "Ὁ βίος βραχὺς, ἡ δὲ τέχνη μακρὴ, ὁ δὲ καιρὸς ὀξὺς, ἡ δὲ πεῖρα σφαλερὴ, ἡ δὲ κρίσις χαλεπή". El párrafo concluye: "δεῖ δὲ οὐ μόνον ἑωυτὸν παρέχειν τὰ δέοντα ποιεῦντα, ἀλλὰ καὶ τὸν νοσέοντα, καὶ τοὺς παρεόντας, καὶ τὰ ἔξωθεν. / No basta que el médico haga por su parte cuanto debe hacer si, por otro lado, no concurren al mismo propósito los asistentes y demás circunstancias exteriores".
Séneca, en su De brevitate vitae (I, 1), cita la frase como la exclamación del máximo de los médicos (i. e., de Hipócrates): "Inde illa maximi medicorum exclamatio est: «vitam brevem esse, longam artem»".